# Bathytropa colasi
Bathytropa colasi es una especie de crustáceo isópodo terrestre de la familia Bathytropidae.

## Distribución geográfica
Son endémicos del sur de la España peninsular.